# L'Esclave Isaura
L'Esclave Isaura (A Escrava Isaura) est un roman de Bernardo Guimarães publié en 1875.

## Adaptations
Le roman a été l'objet de deux adaptations à l'écran au Brésil, que sont :
- Isaura, telenovela brésilienne diffusée sur Rede Globo de 1976 à 1977 ;
- Isaura, telenovela brésilienne diffusée sur Rede Record de 2004 à 2005.